# جوزيف بيريز
جوزيف بيريز (بالفرنسية: Joseph Pérez)‏ (و. 1931  م) هو مؤرخ، ومختص في الدراسات الهسبانية ‏، وكاتب، وأستاذ جامعي فرنسي، هو عضوٌ في الأكاديمية الملكية للتاريخ.

## مناصب
تولى منصب رئيس جامعي ‏.

## التعليم
تعلم في مدرسة سان كلاود العليا العادية ‏.

## جوائز
حصل على جوائز منها:
- جائزة أميرة أستورياس في العلوم الاجتماعية  [لغات أخرى]‏ (2014)[15]
- دكتوراه فخرية (2014)[16]
- الدكتوراة الفخرية من جامعة بلد الوليد (2005)[17]
- الصليب الأعظم للنيشان المدني لألفونسو العاشر الحكيم (1984)[18]
- قادة ترتيب إيزابيلا الكاثوليكية
- دكتوراه فخرية، عن عمل: جامعة بلد الوليد
- نيشان جوقة الشرف من رتبة ضابط.